# 第三の銃弾
『第三の銃弾』（だいさんのじゅうだん、The Third Bullet ）は、1937年に発表されたカーター・ディクスン（ディクスン・カー）名義の長編推理小説。シリーズ探偵であるマーチ大佐の原型とも云えるマーキス大佐が探偵役。

## あらすじ
引退した元判事が密室で射殺された。室内には判事が有罪にし刑期を終えた青年がいて、拳銃（リボルバー38口径）を持って呆然と立っていた。また、室内の花瓶には一発発射された別の銃（オートマチック32口径）が隠してあった。しかし、被害者を絶命させた胸の凶弾はいずれの銃とも異なる銃（空気銃22口径）のものだった。第三の銃はどこへ行ったのか。

## 登場人物
- チャールズ・モートレイク - 被害者で元判事。
- キャロライン・モートレイク - 判事の長女。小柄だが豊満な体つき。ブルネットで黒い瞳。
- アイダ・モートレイク - 判事の次女。背がかなり高く、金髪碧眼。高価な毛皮のコートを着ている。
- ガブリエル・ホワイト - 判事殺害の容疑者。
- アンドリュー・トラヴァース卿 - 刑事弁護士。アイダの交際相手。
- アルフレッド・ペニー - 判事の助手で書記。
- サラ・サミュエルズ - 辞めた女中の後任への応募者。第二の被害者。
- デイヴィズ - モートレイク邸の執事。
- ロビンソン - モートレイク邸の門番。
- ジョン・ペイジ - 警部。事件の目撃者。
- ボーダン部長刑事 - その部下。ホワイトの前科で彼を逮捕した経験がある。
- マーキス大佐 - ロンドン警視庁の副総監。本作の探偵役。大男で白髪で生え際が後退している。

## 提示される謎
- ハウダニット（死亡時に容疑者が室内にいた密室）

## 短縮中編
- 1947年に、短縮版の同題中編「第三の銃弾」が発表され、1954年出版の中短編集に収録されている[1]。

## 書誌情報
- 『カー短編全集2』より「第三の銃弾」宇野利泰（訳）、東京創元社〈創元推理文庫118-2〉、1970年。
- 『第三の銃弾 完全版』田口俊樹（訳）、早川書房〈ハヤカワ・ミステリ文庫6-11〉、2001年。
- 『第三の弾丸』、宝石社　別冊宝石1958年11月15日号、No.81、1955年。